# Coming on Strong
Coming On Strong é o álbum de estréia do Hot Chip, banda de synthpop inglesa, lançado em 2004.
Todas as faixas foram escritas pelo Alexis Taylor e Joe Goddard.

## Faixas
1. "Take Care" – 4:06
2. "The Beach Party" – 4:01
3. "Keep Fallin'" – 4:48
4. "Playboy" – 5:33
5. "Crap Kraft Dinner" – 6:34
6. "Down with Prince" – 3:17
7. "Bad Luck" – 4:03
8. "You Ride, We Ride, In My Ride" – 5:03
9. "Shining Escalade" – 5:12
10. "Baby Said" – 4:56
11. "One One One" – 3:34

### Faixas Bônus
1. "A-B-C" – 4:33 [do single Down With Prince - Single]
2. "Hittin' Skittles" – 4:31 [do Playboy - EP]
3. "From Drummer to Driver" – 4:23 [do Playboy - EP]
4. "The Ass Attack" - 3:00 [do Playboy - EP]